# 福严寺
福严寺，位于湖南省衡阳市衡山上。汉族地区佛教全国重点寺院之一。

## 简介
福严寺创建于南朝陈光大元年（567年），名般若寺，由慧思法师创建，弘扬法华。北宋大中祥符元年（1008年），福严法师曾增修寺院，改为福严寺。

## 建筑风格
福严寺于茂林修竹深处，古色典雅，寺内有岳神殿、方丈室、祖堂、藏经阁等殿堂。寺外的山岩上有三生塔。寺东有石井清泉，井壁上有“虎跑泉”。陈田夫称其为“南岳中禅刹之第一”。

## 图集
- 五世流芳堂
- 禅堂
- 大雄宝殿
- 南岳圣帝殿